# Bahnstrecke Kufstein–Innsbruck
| Ein Railjet bei Jenbach, Blickrichtung Osten (innabwärts) | |                                             |                                             |
| | |                                             |                                             |
| Streckennummer (ÖBB): | 302 01 (Kufstein Grenze–Wörgl) 101 04 (Wörgl–Innsbruck) 101 15 (drittes Gleis Wörgl–Knoten Radfeld) |                                             |                                             |
| Kursbuchstrecke (ÖBB): | 300 (Salzburg–Brennero/Brenner) 301 (Jenbach–Telfs-Pfaffenhofen / Steinach in Tirol)                |                                             |                                             |
| Streckenlänge: | 74,921 km                                                                                           |                                             |                                             |
| Spurweite: | 1435 mm (Normalspur)                                                                                |                                             |                                             |
| Netzkategorie: | A                                                                                                   |                                             |                                             |
| Streckenklasse: | D4                                                                                                  |                                             |                                             |
| Stromsystem: | 15 kV 16,7 Hz ~                                                                                     |                                             |                                             |
| Maximale Neigung: | 27 ‰                                                                                                |                                             |                                             |
| Minimaler Radius: | 250 m                                                                                               |                                             |                                             |
| Streckengeschwindigkeit: | 160 km/h                                                                                            |                                             |                                             |
| Zweigleisigkeit: | (durchgehend)                                                                                       |                                             |                                             |
| | |                                             |                                             |
| \| \| \| von Rosenheim \| \| \| \| 0,000 \| Staatsgrenze Deutschland–Österreich \| Staatsgrenze Deutschland–Österreich \| \| \| \| , B 175 Wildbichler Straße \| \| \| \| 2,339 \| Kufstein \| 482 m ü. A. \| \| \| \| B 175 Tiroler Straße \| \| \| \| \| nach Schwoich \| \| \| \| \| \| \| \| \| 4,710 \| Stimmersee (4. Mai 1942 aufgelassen) \| Stimmersee (4. Mai 1942 aufgelassen) \| \| \| \| SFS von Niederaudorf BAB (geplant)[1] \| \| \| \| \| Knoten Schaftenau (Abzw) \| \| \| \| \| SFS nach Knoten Radfeld (geplant) \| \| \| \| 6,617 \| Schaftenau \| Schaftenau \| \| \| 7,038 \| Sandoz (ehem. Awanst) \| Sandoz (ehem. Awanst) \| \| \| 7,041 \| Üst Kufstein 2 \| Üst Kufstein 2 \| \| \| \| Ostportal Langkampfnertunnel \| \| \| \| 8,480 \| Langkampfen (10. Dezember 2023 aufgelassen) \| Langkampfen (10. Dezember 2023 aufgelassen) \| \| \| \| Westportal Langkampfnertunnel \| \| \| \| \| \| \| \| \| 9,858 \| Kirchbichler Innbrücke \| Kirchbichler Innbrücke \| \| \| \| Niederbreitenbachertunnel \| \| \| \| 11,60011,809 \| Fehlerprofil (-209 m) \| Fehlerprofil (-209 m) \| \| \| \| Ostportal Angerbergtunnel (11500 m) \| \| \| \| 11,920 \| Kirchbichl \| 494 m ü. A. \| \| \| \| B178 \| \| \| \| \| Brixentaler Ache \| \| \| \| \| Unterwerk Wörgl und Primagas (Awanst) \| \| \| \| \| Salzburg-Tiroler-Bahn von Salzburg \| \| \| \| 16,027 \| Wörgl Hbf \| 505 m ü. A. \| \| \| \| drittes Gleis \| \| \| \| \| Wörgler Bach \| \| \| \| 17,300 \| Wörgl Terminal Süd \| 505 m ü. A. \| \| \| 18,400 \| Wörgl Hbf-Terminal Nord \| 505 m ü. A. \| \| \| 18,500 \| Wörgl West-Terminal (geplant) \| 505 m ü. A. \| \| \| 18,950 \| Wörgl Hbf-Terminal West \| 506 m ü. A. \| \| \| \| Wildschönauer Ache \| \| \| \| 22,308 \| Wörgl Kundl (Bft) \| 510 m ü. A. \| \| \| \| Sandoz (Awanst) \| \| \| \| \| Westportal Angerbergtunnel (11500 m) \| \| \| \| \| drittes Gleis \| \| \| \| \| SFS von Knoten Schaftenau (geplant) \| \| \| \| 25,722 \| Knoten Radfeld (Abzw) \| Knoten Radfeld (Abzw) \| \| \| \| SFS nach Knoten Stans \| \| \| \| \| Ostportal Münsterertunnel (15990 m) \| \| \| \| 28,327 \| Üst Radfeld 2 \| Üst Radfeld 2 \| \| \| 29,991 \| Rattenberg-Kramsach \| Rattenberg-Kramsach \| \| \| \| Rattenbergtunnel (182 m) \| \| \| \| 31,303 \| Brixlegg \| 524 m ü. A. \| \| \| \| Montanwerke Brixlegg (Awanst) \| \| \| \| 31,734 \| Brixlegger Innbrücke \| Brixlegger Innbrücke \| \| \| \| \| \| \| \| 36,027 \| Üst Brixlegg 2 \| Üst Brixlegg 2 \| \| \| 36,7 \| Unterführung (80 m) \| Unterführung (80 m) \| \| \| 37,181 \| Münster-Wiesing \| 526 m ü. A. \| \| \| \| Unterführung B181 \| \| \| \| 39,0 \| Unterführung (190 m) \| Unterführung (190 m) \| \| \| \| Zillertalbahn von Mayrhofen \| \| \| \| \| \| \| \| \| \| Güterverkehr-Übergang \| \| \| \| \| Achenseebahn von Seespitz \| \| \| \| 40,882 \| Jenbach \| 530 m ü. A. \| \| \| 41,509 \| Verlegung der Bestandsstrecke \| Verlegung der Bestandsstrecke \| \| \| \| Abfluss vom Achenseekraftwerk \| \| \| \| \| Westportal Münsterertunnel (15990 m) \| \| \| \| \| SFS von Knoten Radfeld \| \| \| \| 44,293 \| Knoten Stans (Abzw) \| Knoten Stans (Abzw) \| \| \| \| SFS nach Fritzens-Wattens \| \| \| \| \| Ostportal Terfener Tunnel (15840 m) \| \| \| \| 44,580 \| Üst Jenbach 2 \| Üst Jenbach 2 \| \| \| 45,712 \| Stans bei Schwaz \| Stans bei Schwaz \| \| \| 45,795 \| Stansertunnel (634 m) \| Stansertunnel (634 m) \| \| \| 45,948 \| Stans bei Schwaz (bis 14. August 2011) \| Stans bei Schwaz (bis 14. August 2011) \| \| \| \| Stanser Bach \| \| \| \| \| \| \| \| \| \| \| \| \| \| 46,429 \| \| \| \| \| 46,869 \| Ende Verlegung der Bestandsstrecke \| Ende Verlegung der Bestandsstrecke \| \| \| 48,360 \| Schwaz \| 538 m ü. A. \| \| \| \| Vomper Bach \| \| \| \| 51,694 \| Pill-Vomperbach Lst (Awanst) \| Pill-Vomperbach Lst (Awanst) \| \| \| 51,694 \| Pill-Vomperbach \| 544 m ü. A. \| \| \| 52,721 \| Üst Schwaz 2 \| Üst Schwaz 2 \| \| \| \| \| \| \| \| 54,267 \| Üst Schwaz 3 \| Üst Schwaz 3 \| \| \| 55,231 \| Terfens-Weer \| Terfens-Weer \| \| \| \| \| \| \| \| 59,067 \| Fritzens-Wattens \| 555 m ü. A. \| \| \| 61,339 \| Volders-Baumkirchen \| Volders-Baumkirchen \| \| \| \| Westportal Terfener Tunnel (15840 m) \| \| \| \| \| SFS von Knoten Stans \| \| \| \| 62,361 \| Fritzens-Wattens 2 (Abzw) \| Fritzens-Wattens 2 (Abzw) \| \| \| \| Umfahrung Innsbruck zur Brennerbahn \| \| \| \| 63,822 \| Üst Fritzens-Wattens 3 \| Üst Fritzens-Wattens 3 \| \| \| 66,606 \| Hall in Tirol (1944–1974: Solbad Hall) \| Hall in Tirol (1944–1974: Solbad Hall) \| \| \| 68,682 \| Hall-Thaur (seit 10. Dezember 2017) \| Hall-Thaur (seit 10. Dezember 2017) \| \| \| 70,093 \| Rum \| Rum \| \| \| 71,210 \| Üst Hall in Tirol 3 \| Üst Hall in Tirol 3 \| \| \| 72,426 \| Rauchmühle (Awanst) \| Rauchmühle (Awanst) \| \| \| \| Inn \| \| \| \| 74,013 \| Innsbruck Messe \| Innsbruck Messe \| \| \| \| nach Innsbruck Fbf \| \| \| \| 75,130 \| Innsbruck Hbf \| 582 m ü. A. \| \| \| \| nach Bludenz (Arlbergbahn) \| \| \| \| \| Zufahrt Brennerbasistunnel \| \| \| \| \| nach Bolzano/Bozen (Brennerbahn) \| \| | |                                             |                                             |
| Strecke | | von Rosenheim                               | von Rosenheim                               |
| Grenze | 0,000                                                                                               | Staatsgrenze Deutschland–Österreich         | Staatsgrenze Deutschland–Österreich         |
| Strecke mit Straßenbrücke | | , B 175 Wildbichler Straße                  | , B 175 Wildbichler Straße                  |
| Bahnhof | 2,339                                                                                               | Kufstein                                    | 482 m ü. A.                                 |
| Strecke mit Straßenbrücke | | B 175 Tiroler Straße                        | B 175 Tiroler Straße                        |
| Abzweig geradeaus und ehemals nach links | | nach Schwoich                               | nach Schwoich                               |
| | | A12                                         |                                             |
| ehemaliger Haltepunkt / Haltestelle | 4,710                                                                                               | Stimmersee (4. Mai 1942 aufgelassen)        | Stimmersee (4. Mai 1942 aufgelassen)        |
| Abzweig geradeaus und ehemals von rechts | | SFS von Niederaudorf BAB (geplant)          | SFS von Niederaudorf BAB (geplant)          |
| ehemalige Blockstelle | | Knoten Schaftenau (Abzw)                    | Knoten Schaftenau (Abzw)                    |
| | | SFS nach Knoten Radfeld (geplant)           |                                             |
| Strecke (außer Betrieb) · Haltepunkt / Haltestelle | 6,617                                                                                               | Schaftenau                                  | Schaftenau                                  |
| Strecke (außer Betrieb) · Abzweig geradeaus und ehemals nach rechts | 7,038                                                                                               | Sandoz (ehem. Awanst)                       | Sandoz (ehem. Awanst)                       |
| Strecke (außer Betrieb) · Überleitstelle / Spurwechsel | 7,041                                                                                               | Üst Kufstein 2                              | Üst Kufstein 2                              |
| Tunnelanfang (Strecke außer Betrieb) · Strecke | | Ostportal Langkampfnertunnel                | Ostportal Langkampfnertunnel                |
| Strecke (außer Betrieb) (im Tunnel) · ehemaliger Haltepunkt / Haltestelle | 8,480                                                                                               | Langkampfen (10. Dezember 2023 aufgelassen) | Langkampfen (10. Dezember 2023 aufgelassen) |
| Tunnelende (Strecke außer Betrieb) · Strecke | | Westportal Langkampfnertunnel               | Westportal Langkampfnertunnel               |
| Strecke (außer Betrieb) | | A12                                         | A12                                         |
| Strecke (außer Betrieb) · Brücke über Wasserlauf | 9,858                                                                                               | Kirchbichler Innbrücke                      | Kirchbichler Innbrücke                      |
| Tunnel (Strecke außer Betrieb) · Strecke | | Niederbreitenbachertunnel                   | Niederbreitenbachertunnel                   |
| Strecke (außer Betrieb) · Kilometer-Wechsel | 11,60011,809                                                                                        | Fehlerprofil (-209 m)                       | Fehlerprofil (-209 m)                       |
| Tunnelanfang (Strecke außer Betrieb) · Strecke | | Ostportal Angerbergtunnel (11500 m)         | Ostportal Angerbergtunnel (11500 m)         |
| Strecke (außer Betrieb) (im Tunnel) · Bahnhof | 11,920                                                                                              | Kirchbichl                                  | 494 m ü. A.                                 |
| Strecke (außer Betrieb) (im Tunnel) · Strecke mit Straßenbrücke | | B178                                        | B178                                        |
| Strecke (außer Betrieb) (im Tunnel) · Brücke über Wasserlauf | | Brixentaler Ache                            | Brixentaler Ache                            |
| Strecke (außer Betrieb) (im Tunnel) · Abzweig geradeaus und von rechts | | Unterwerk Wörgl und Primagas (Awanst)       | Unterwerk Wörgl und Primagas (Awanst)       |
| Strecke (außer Betrieb) (im Tunnel) · Abzweig geradeaus und von links | | Salzburg-Tiroler-Bahn von Salzburg          | Salzburg-Tiroler-Bahn von Salzburg          |
| Strecke (außer Betrieb) (im Tunnel) · Bahnhof | 16,027                                                                                              | Wörgl Hbf                                   | 505 m ü. A.                                 |
| Strecke (außer Betrieb) (im Tunnel) | | drittes Gleis                               | drittes Gleis                               |
| Strecke (außer Betrieb) (im Tunnel) · Brücke über Wasserlauf | | Wörgler Bach                                | Wörgler Bach                                |
| Strecke (außer Betrieb) (im Tunnel) · Strecke | 17,300                                                                                              | Wörgl Terminal Süd                          | 505 m ü. A.                                 |
| Strecke (außer Betrieb) (im Tunnel) · Dienststation / Betriebs- oder Güterbahnhof | 18,400                                                                                              | Wörgl Hbf-Terminal Nord                     | 505 m ü. A.                                 |
| Strecke (außer Betrieb) (im Tunnel) · Strecke | 18,500                                                                                              | Wörgl West-Terminal (geplant)               | 505 m ü. A.                                 |
| Strecke (außer Betrieb) (im Tunnel) · Dienststation / Betriebs- oder Güterbahnhof | 18,950                                                                                              | Wörgl Hbf-Terminal West                     | 506 m ü. A.                                 |
| Strecke unter Wasserlauf (Strecke außer Betrieb) (im Tunnel) · Brücke über Wasserlauf | | Wildschönauer Ache                          | Wildschönauer Ache                          |
| Strecke (außer Betrieb) (im Tunnel) · Bahnhof | 22,308                                                                                              | Wörgl Kundl (Bft)                           | 510 m ü. A.                                 |
| Strecke (außer Betrieb) (im Tunnel) · Strecke geradeaus und nach links | | Sandoz (Awanst)                             | Sandoz (Awanst)                             |
| Tunnelende (Strecke außer Betrieb) · Strecke | | Westportal Angerbergtunnel (11500 m)        | Westportal Angerbergtunnel (11500 m)        |
| Strecke (außer Betrieb) | | drittes Gleis                               | drittes Gleis                               |
| | | SFS von Knoten Schaftenau (geplant)         |                                             |
| Blockstelle | 25,722                                                                                              | Knoten Radfeld (Abzw)                       | Knoten Radfeld (Abzw)                       |
| | | SFS nach Knoten Stans                       |                                             |
| Strecke · Tunnelanfang | | Ostportal Münsterertunnel (15990 m)         | Ostportal Münsterertunnel (15990 m)         |
| Überleitstelle / Spurwechsel · Strecke | 28,327                                                                                              | Üst Radfeld 2                               | Üst Radfeld 2                               |
| Haltepunkt / Haltestelle · Strecke | 29,991                                                                                              | Rattenberg-Kramsach                         | Rattenberg-Kramsach                         |
| Tunnel · Strecke | | Rattenbergtunnel (182 m)                    | Rattenbergtunnel (182 m)                    |
| Bahnhof · Strecke | 31,303                                                                                              | Brixlegg                                    | 524 m ü. A.                                 |
| Abzweig geradeaus und nach links · Strecke | | Montanwerke Brixlegg (Awanst)               | Montanwerke Brixlegg (Awanst)               |
| Brücke über Wasserlauf · Strecke unter Wasserlauf | 31,734                                                                                              | Brixlegger Innbrücke                        | Brixlegger Innbrücke                        |
| Strecke von links · Kreuzung mit Tunnelstrecke · Strecke nach rechts | |                                             |                                             |
| Strecke · Überleitstelle / Spurwechsel | 36,027                                                                                              | Üst Brixlegg 2                              | Üst Brixlegg 2                              |
| | 36,7                                                                                                | Unterführung (80 m)                         | Unterführung (80 m)                         |
| Strecke · Haltepunkt / Haltestelle | 37,181                                                                                              | Münster-Wiesing                             | 526 m ü. A.                                 |
| Strecke · Strecke mit Straßenbrücke | | Unterführung B181                           | Unterführung B181                           |
| | 39,0                                                                                                | Unterführung (190 m)                        | Unterführung (190 m)                        |
| Strecke | | Zillertalbahn von Mayrhofen                 | Zillertalbahn von Mayrhofen                 |
| Strecke nach links · Kreuzung mit Tunnelstrecke · Strecke von rechts | |                                             |                                             |
| Überleitstelle / Spurwechsel links · Strecke | | Güterverkehr-Übergang                       | Güterverkehr-Übergang                       |
| Strecke von rechts · Strecke · Strecke | | Achenseebahn von Seespitz                   | Achenseebahn von Seespitz                   |
| Kopfbahnhof Streckenende · Bahnhof · Kopfbahnhof Streckenende · Strecke | 40,882                                                                                              | Jenbach                                     | 530 m ü. A.                                 |
| Strecke | 41,509                                                                                              | Verlegung der Bestandsstrecke               | Verlegung der Bestandsstrecke               |
| Brücke über Wasserlauf · Brücke über Wasserlauf · Strecke unter Wasserlauf | | Abfluss vom Achenseekraftwerk               | Abfluss vom Achenseekraftwerk               |
| Strecke · Tunnelende | | Westportal Münsterertunnel (15990 m)        | Westportal Münsterertunnel (15990 m)        |
| Strecke | | SFS von Knoten Radfeld                      | SFS von Knoten Radfeld                      |
| Strecke · Blockstelle | 44,293                                                                                              | Knoten Stans (Abzw)                         | Knoten Stans (Abzw)                         |
| Strecke | | SFS nach Fritzens-Wattens                   | SFS nach Fritzens-Wattens                   |
| Strecke · Tunnelanfang | | Ostportal Terfener Tunnel (15840 m)         | Ostportal Terfener Tunnel (15840 m)         |
| Überleitstelle / Spurwechsel · Strecke · Strecke | 44,580                                                                                              | Üst Jenbach 2                               | Üst Jenbach 2                               |
| Strecke · Haltepunkt / Haltestelle · Strecke | 45,712                                                                                              | Stans bei Schwaz                            | Stans bei Schwaz                            |
| Strecke · Tunnelanfang · Strecke | 45,795                                                                                              | Stansertunnel (634 m)                       | Stansertunnel (634 m)                       |
| Haltepunkt / Haltestelle · Strecke | 45,948                                                                                              | Stans bei Schwaz (bis 14. August 2011)      | Stans bei Schwaz (bis 14. August 2011)      |
| Brücke über Wasserlauf · Strecke unter Wasserlauf | | Stanser Bach                                | Stanser Bach                                |
| | | A12                                         |                                             |
| Strecke von links · Kreuzung mit Tunnelstrecke · Kreuzung mit Tunnelstrecke · Strecke nach rechts | |                                             |                                             |
| Strecke · Strecke · Tunnelende | 46,429                                                                                              |                                             |                                             |
| Strecke | 46,869                                                                                              | Ende Verlegung der Bestandsstrecke          | Ende Verlegung der Bestandsstrecke          |
| Strecke · Bahnhof | 48,360                                                                                              | Schwaz                                      | 538 m ü. A.                                 |
| Strecke unter Wasserlauf · Brücke über Wasserlauf | | Vomper Bach                                 | Vomper Bach                                 |
| Strecke · Abzweig geradeaus und ehemals nach rechts | 51,694                                                                                              | Pill-Vomperbach Lst (Awanst)                | Pill-Vomperbach Lst (Awanst)                |
| Strecke · Haltepunkt / Haltestelle | 51,694                                                                                              | Pill-Vomperbach                             | 544 m ü. A.                                 |
| Strecke · Überleitstelle / Spurwechsel | 52,721                                                                                              | Üst Schwaz 2                                | Üst Schwaz 2                                |
| Strecke | | A12                                         | A12                                         |
| Strecke · Überleitstelle / Spurwechsel | 54,267                                                                                              | Üst Schwaz 3                                | Üst Schwaz 3                                |
| Strecke · Haltepunkt / Haltestelle | 55,231                                                                                              | Terfens-Weer                                | Terfens-Weer                                |
| Strecke nach links · Kreuzung mit Tunnelstrecke · Strecke von rechts | |                                             |                                             |
| Bahnhof · Strecke | 59,067                                                                                              | Fritzens-Wattens                            | 555 m ü. A.                                 |
| Haltepunkt / Haltestelle · Strecke | 61,339                                                                                              | Volders-Baumkirchen                         | Volders-Baumkirchen                         |
| Strecke · Tunnelende | | Westportal Terfener Tunnel (15840 m)        | Westportal Terfener Tunnel (15840 m)        |
| | | SFS von Knoten Stans                        |                                             |
| Blockstelle | 62,361                                                                                              | Fritzens-Wattens 2 (Abzw)                   | Fritzens-Wattens 2 (Abzw)                   |
| Abzweig geradeaus und nach links | | Umfahrung Innsbruck zur Brennerbahn         | Umfahrung Innsbruck zur Brennerbahn         |
| Überleitstelle / Spurwechsel | 63,822                                                                                              | Üst Fritzens-Wattens 3                      | Üst Fritzens-Wattens 3                      |
| Bahnhof | 66,606                                                                                              | Hall in Tirol (1944–1974: Solbad Hall)      | Hall in Tirol (1944–1974: Solbad Hall)      |
| Haltepunkt / Haltestelle | 68,682                                                                                              | Hall-Thaur (seit 10. Dezember 2017)         | Hall-Thaur (seit 10. Dezember 2017)         |
| Haltepunkt / Haltestelle | 70,093                                                                                              | Rum                                         | Rum                                         |
| Überleitstelle / Spurwechsel | 71,210                                                                                              | Üst Hall in Tirol 3                         | Üst Hall in Tirol 3                         |
| Abzweig geradeaus und nach rechts | 72,426                                                                                              | Rauchmühle (Awanst)                         | Rauchmühle (Awanst)                         |
| Brücke über Wasserlauf | | Inn                                         | Inn                                         |
| Haltepunkt / Haltestelle | 74,013                                                                                              | Innsbruck Messe                             | Innsbruck Messe                             |
| Abzweig geradeaus und nach links | | nach Innsbruck Fbf                          | nach Innsbruck Fbf                          |
| Kopfbahnhof Streckenanfang · Bahnhof · Kopfbahnhof Streckenanfang | 75,130                                                                                              | Innsbruck Hbf                               | 582 m ü. A.                                 |
| Strecke nach rechts · Strecke · Strecke | | nach Bludenz (Arlbergbahn)                  | nach Bludenz (Arlbergbahn)                  |
| Strecke · Strecke nach links | | Zufahrt Brennerbasistunnel                  | Zufahrt Brennerbasistunnel                  |
| Strecke | | nach Bolzano/Bozen (Brennerbahn)            | nach Bolzano/Bozen (Brennerbahn)            |

Die Bahnstrecke Kufstein–Innsbruck (auch Unterinntalbahn) ist eine zweigleisige, elektrifizierte Hauptbahn in Österreich, welche ursprünglich als k.k. Nordtiroler Staatsbahn erbaut wurde. Sie beginnt an der Staatsgrenze bei Kufstein in Fortsetzung der Strecke aus Richtung Rosenheim und führt in Tirol entlang des Inns nach Innsbruck. Die Strecke ist Teil der europäischen TEN-Achse Berlin–Palermo. Eigentümer und Betreiber ist die ÖBB-Infrastruktur AG.

## Geschichte

### Streckenplanung, Errichtung und Inbetriebnahme
In einem Staatsvertrag vom 21. Juni 1851 vereinbarten das Kaisertum Österreich und das Königreich Bayern den Bau mehrerer grenzüberschreitenden Eisenbahnverbindungen, unter anderem den Bau der Strecke Rosenheim–Kufstein Grenze und deren Fortsetzung nach Innsbruck. Zur Interoperabilität wurden darin einige Trassierungsparameter festgelegt, zum Beispiel die normalspurige Spurweite und der Gleisabstand. Der Unterbau musste für einen späteren zweigleisigen Ausbau vorbereitet werden. Als Grenzbahnhof wurde der Bahnhof Kufstein bestimmt. Die Verbindung von München über Rosenheim nach Innsbruck sollte bis zum 1. März 1856 fertiggestellt sein.
Kaiser Franz Joseph I. ordnete den Bau der Abschnitte Wörgl–Innsbruck am 29. April 1853 sowie Kufstein–Wörgl am 16. August 1854 auf Staatskosten an. Carl von Ghega, der Erbauer der 1854 eröffneten Semmeringbahn, war in die Trassenfestlegung involviert. Der neue Staatsvertrag wurde am 21. April 1856 abgeschlossen, in dem der Vollendungstermin der Strecke auf den 1. Oktober 1858 verschoben wurde. Bei dem Bau der Bichlwangerbrücke (heute: Kirchbichler Innbrücke) sollte sie ursprünglich als Bogenbrücke aus Stein gebaut werden. Wegen des plötzlichen Hochwassers wurde der dritte Pfeiler eingestürzt. Schließlich wurde eine 45 m langen Gitterstruktur aus Eisen in die Brücke mithilfe der verfügbaren Pfeiler eingesetzt.
Nachdem die Königlich Bayerischen Staatseisenbahnen die Strecke von Rosenheim bis Kufstein als Teil der Bayerischen Maximiliansbahn am 5. August 1858 eröffneten, folgte die Tiroler Staatsbahn am 24. November 1858 mit der Bahnstrecke Kufstein–Innsbruck, die die erste Eisenbahnstrecke in Westösterreich und den letzten Abschnitt der Verbindung von München nach Innsbruck bildete.
1858 kaufte die Südbahn-Gesellschaft die Tiroler Staatsbahn, die dadurch privatisiert wurde.

### Österreichische Bundesbahnen und Deutsche Reichsbahn
Nach der Angliederung der Südbahn-Gesellschaft an die Österreichischen Bundesbahnen und damit der erneuten Verstaatlichung der Strecke am 1. Juli 1924 gehörte diese in der ersten österreichischen Republik in den Zuständigkeitsbereich der Bundesbahndirektion Innsbruck. 1927 wurde die Strecke elektrifiziert und abschnittsweise am 23. Februar von Innsbruck bis Hall, am 16. März bis Wörgl, am 9. Juni bis Kufstein und am 15. Juli bis zur Staatsgrenze der elektrische Betrieb aufgenommen. Nach dem Anschluss Österreichs 1938 firmierte die Bundesbahndirektion Innsbruck kurzfristig als Reichsbahndirektion Innsbruck, bevor sie zum 15. Juli 1938 aufgelöst wurde. Die Strecke wurde der Reichsbahndirektion München unterstellt.

### Nachkriegszeit und zweite Hälfte des 20. Jahrhunderts
Nach 1945 wurden die Österreichischen Bundesbahnen wiedergegründet, die Direktionsstruktur aus der Zeit vor 1938 wieder eingerichtet, auch die Bundesbahndirektion Innsbruck.
Zwischen 1992 und 1995 wurde zwischen Wörgl Hauptbahnhof und Wörgl-Kundl ein drittes Gleis errichtet.

### Ausbaumaßnahmen

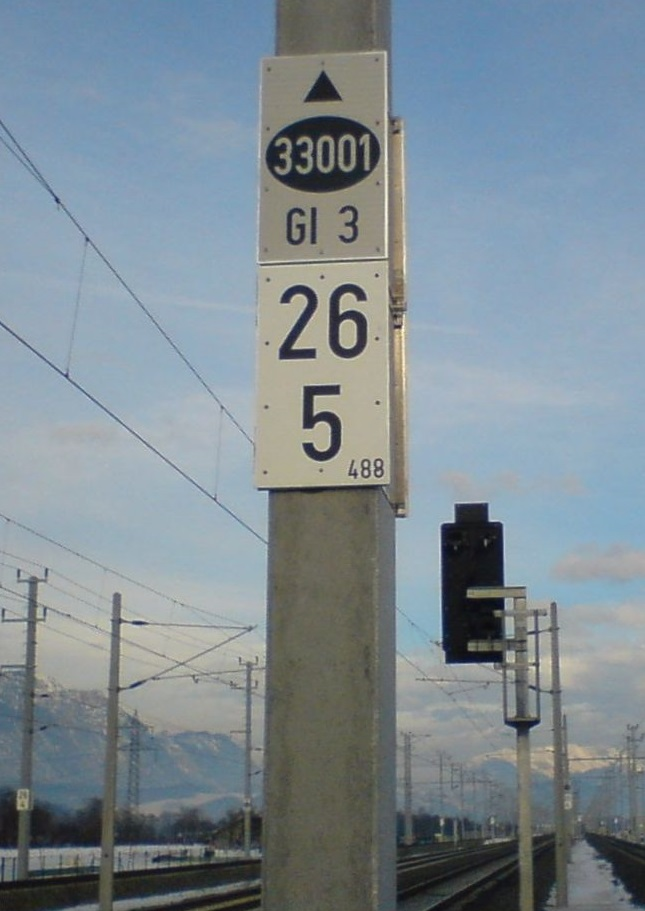
Gleiskennzeichnung und Kilometrierung bei Radfeld

Im Hinblick auf eine Kapazitätssteigerung der Strecke und als Vorgriff auf den Bau des Brennerbasistunnels wurde zwischen der Abzweigung Kundl 1 und der umgebauten Abzweigung Fritzens-Wattens 1 (bei Baumkirchen) eine neue Hochleistungsstrecke errichtet, die seit dem 9. Dezember 2012 planmäßig von Zügen befahren wird. Diese verläuft in weiten Teilen in Tunneln, um das durch Lärm ohnehin schon stark belastete Inntal nicht noch stärker in Mitleidenschaft zu ziehen. Die Ausbaustrecke ist für den gemischten Verkehr bis 220 km/h ausgelegt. Der zweite Abschnitt des Ausbauprogramms der Unterinntalbahn Brannenburg–Schaftenau–Kundl/Radfeld befindet sich in der Planungsphase.
Ende 2009 wurde das seit 2005 laufende Trassenfindungsverfahren zwischen Schaftenau und Kundl abgeschlossen. Auf Grundlage einer Machbarkeitsstudie von 1993 waren 17 Varianten nördlich und südlich des Inntals sowie in der Talflur erkundet worden. Nach einer Vorauswahl im Jahr 2008 wurden vier Varianten vertieft geprüft. Die gewählte Trasse verläuft in westlicher Richtung vor Kundl in einem zehn Kilometer langen Tunnel und einer Kette weiterer Tröge und Tunnel. Bei Schaftenau (südlich von Kufstein) soll die Strecke mit der Bestandsstrecke verknüpft werden.
Zwischen Wörgl und Innsbruck ging 2012 ETCS Level 2 in Betrieb.

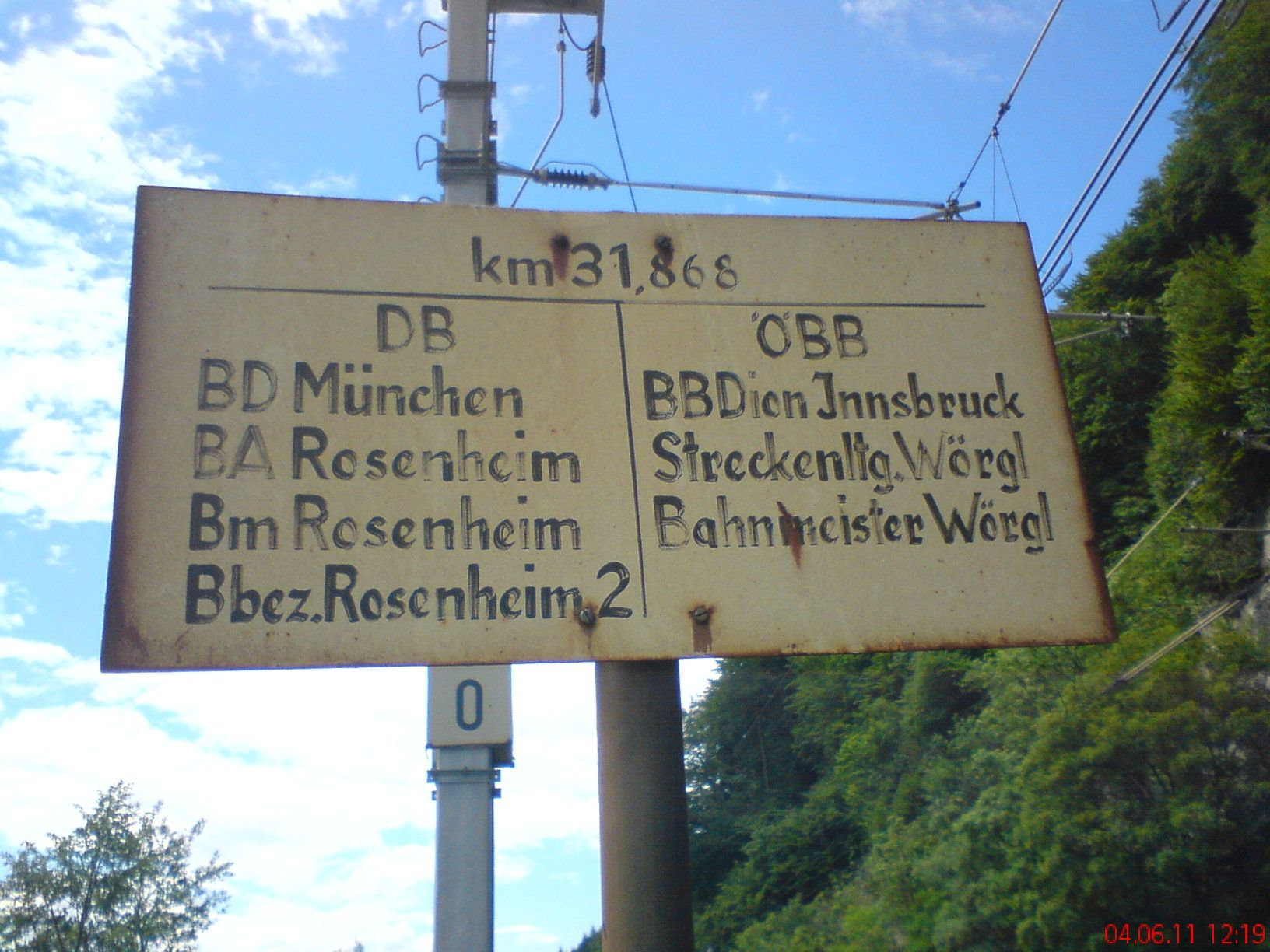
Beginn der Bahnstrecke bei km 0
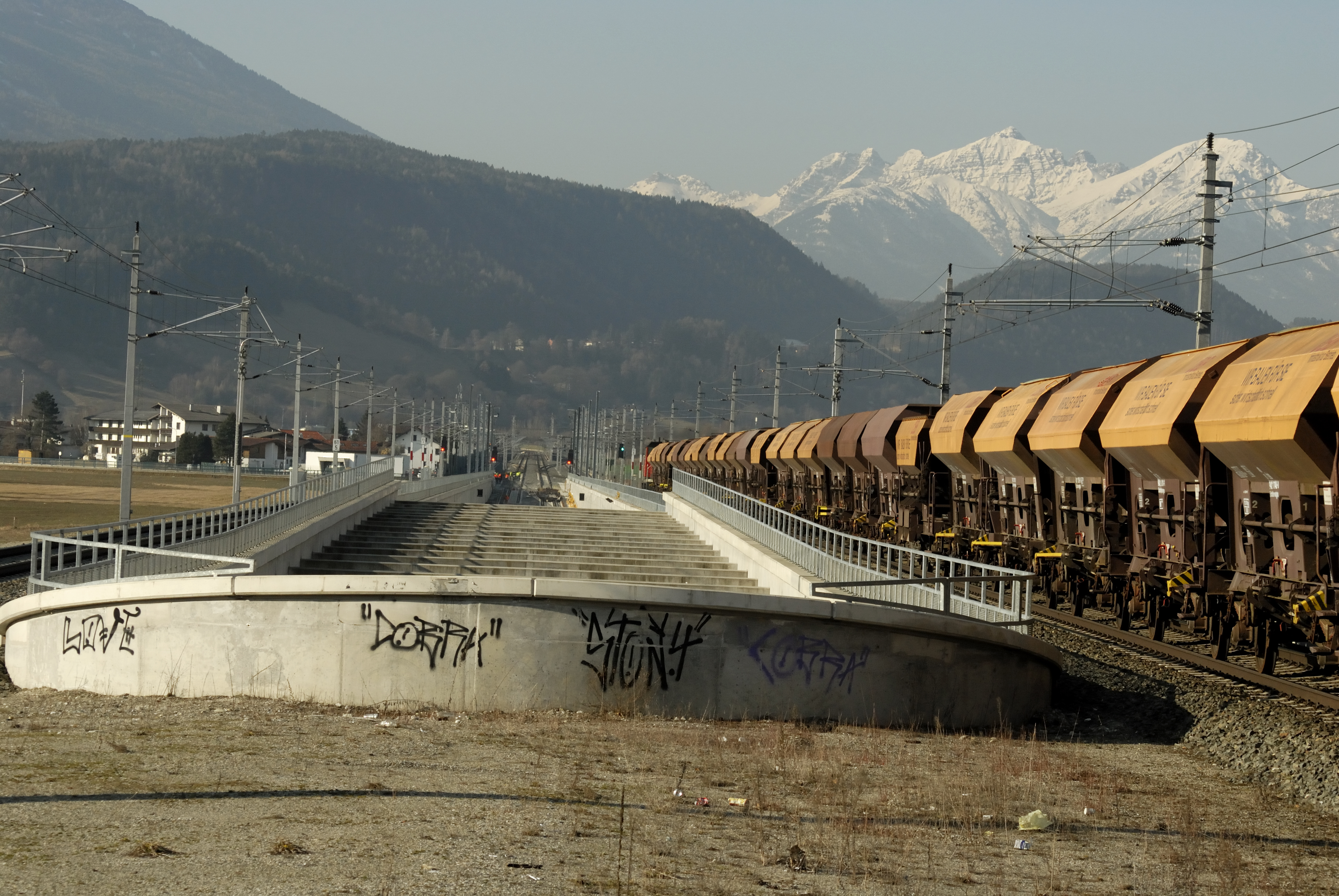
Einbindung Baumkirchen

Von Frühjahr 2020 bis Dezember 2021 wurde in Innsbruck im Stadtteil Dreiheiligen-Schlachthof östlich des Messegeländes die Haltestelle Innsbruck Messe (Lage) errichtet und von den Österreichischen Bundesbahnen am 12. Dezember 2021 in Betrieb genommen. Die auf Viaduktbögen gelegene Haltestelle verfügt über zwei überdachte Außenbahnsteige mit Glasfassaden.

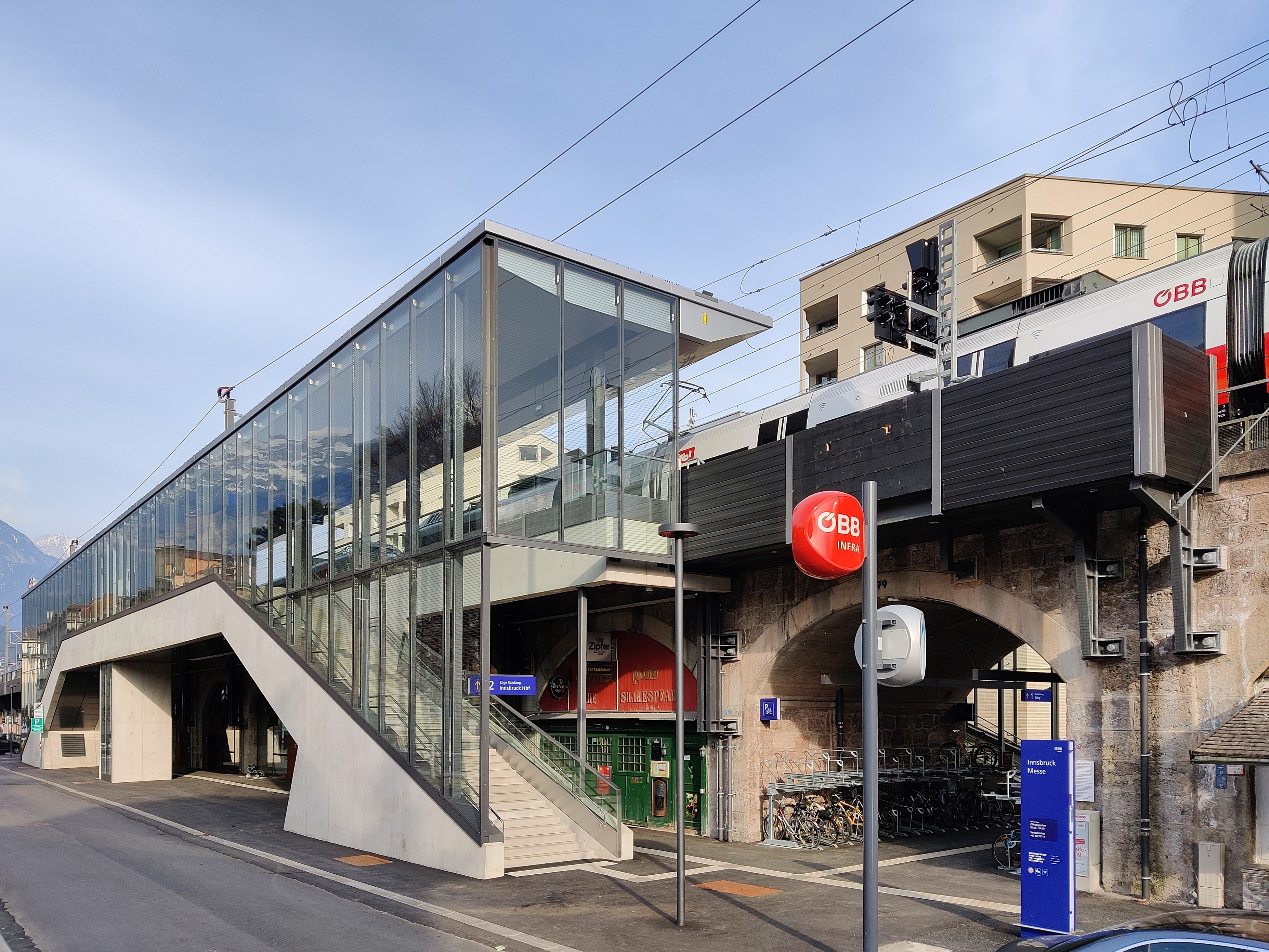
Haltestelle Innsbruck Messe (2022)

Angesichts neuer REX-Verbindungen mit dem Fahrplan 2024 wird die Haltestelle Langkampfen mit 10. Dezember 2023 aufgelassen. Jedoch soll der Haltepunkt in neuer Lage mit Eröffnung der neuen Hochleistungsstrecke zwischen Radfeld und Schaftenau wiedererrichtet werden. Dieser Zeitpunkt wurde mit spätestens 2034 datiert.

## Streckenverlauf
Die Strecke betritt an der Westseite des Inntals am Bergfuß des Thierbergs, eng gebündelt mit Straße und Inn, von Kiefersfelden her kommend das Staatsgebiet Österreichs etwa gegenüber Eichelwang. Der Bahnhof Kufstein wurde auf einer Niederterrasse des Inns gegenüber der Altstadt angelegt. Unmittelbar dahinter wird die Engstelle zwischen Fluss und Zeller Berg passiert. Nun geht es, sich vom Gewässer lösend, geradlinig am Talboden bis zur Innbrücke bei Glaurach, von wo aus auf der rechten Talseite der Hauptbahnhof Wörgl angefahren wird. Unmittelbar vor dessen Nordkopf wird die Brixentaler Ache überbrückt, der wiederum die in Wörgl abzweigende Salzburg-Tiroler-Bahn ostwärts folgt.
Weiter sehr geradlinig im breiten Talboden wird über Kundl Rattenberg erreicht, dessen Schlossberg aufgrund der Nähe zum Inn im einzigen kurzen Tunnel der Strecke unterquert wird. Dahinter folgt unmittelbar der Bahnhof Brixlegg und die nächste Innquerung an die nördliche Talseite. Neuerlich sehr geradlinig geht es bis Münster, wo aufgrund einer an den Fluss herantretenden Geländeterrasse die Linie unmittelbar am Inn in großen Bögen verläuft.
Vom Bahnhof Jenbach führt die Strecke über Schwaz weiter nach Südwesten. An einer dem Karwendel vorgelagerten Mittelgebirgsterrasse geht es dann, etwas kurvenreicher, aber immer noch sehr großzügig angelegt westwärts über Fritzens nach Hall, dessen Schwemmkegel der aus dem Karwendel abströmenden Bäche nahe am Inn umfahren wird. Schnurgerade planten die Erbauer dann weiter bis zur Tangierung der nördlichen Hochterrasse des Inns in der Mühlau, wo mittels Andämmung die Höhe der Innbrücke erreicht wird. Der Knick nach Südwesten führt die Inntalbahn schließlich auf das Stadtviadukt nach Innsbruck Hauptbahnhof an der Sill.